# Пирамида питания
Пирами́да пита́ния или пищева́я пирами́да —  изображение здорового питания. Продукты, составляющие основание пирамиды, должны употребляться в пищу как можно чаще, в то время, как находящиеся на вершине пирамиды продукты следует избегать или употреблять в ограниченных количествах.
Первая пищевая пирамида была опубликована Министерством сельского хозяйства США в 1992 году, затем она была несколько раз переработана с учётом новых знаний диетологов. В России пока не была разработана собственная пищевая пирамида, однако специалисты НИИ питания РАМН одобряют американский проект MyPyramid с учётом национальных особенностей.

## Построение пирамиды

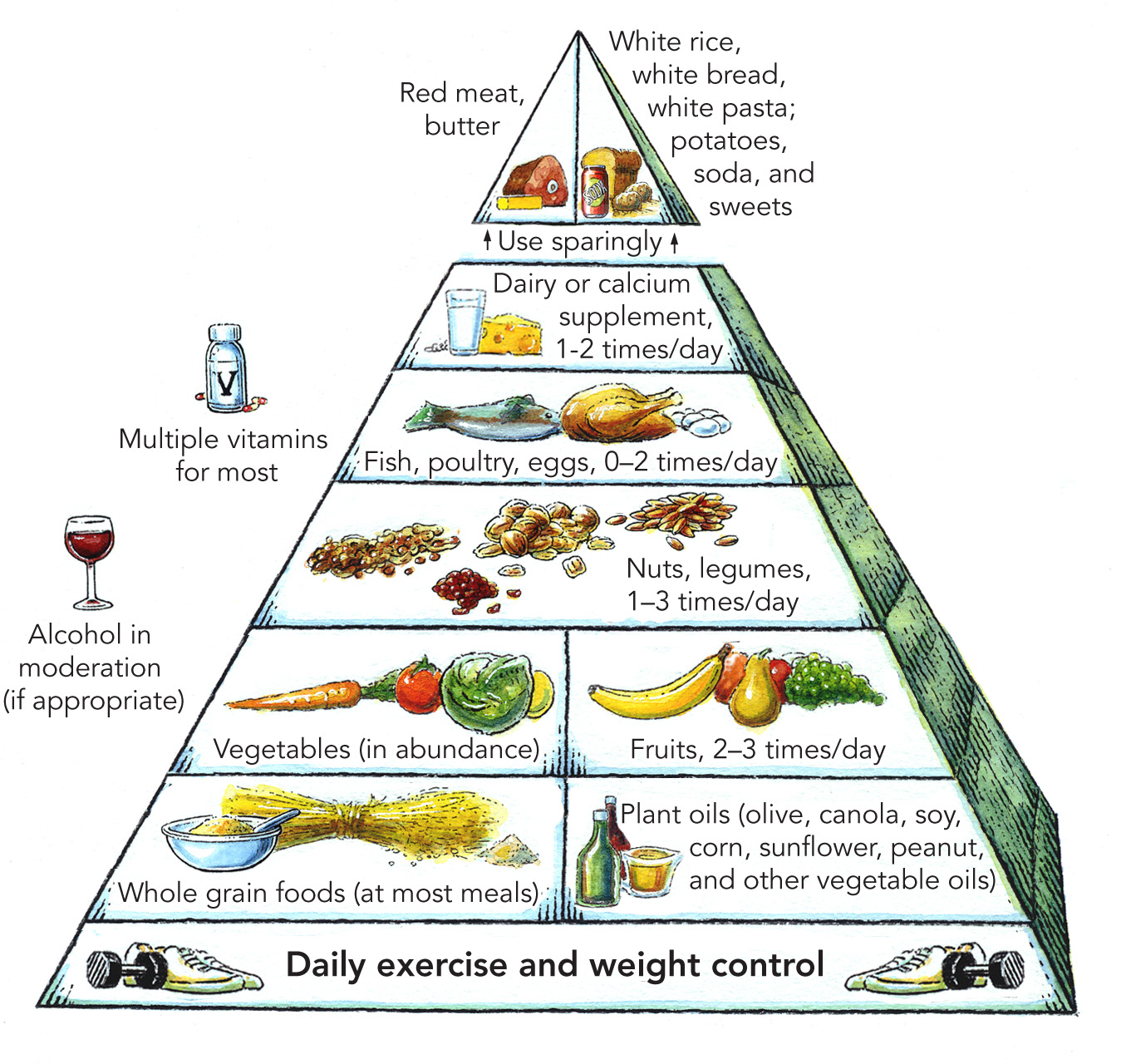
Гарвардская пирамида питания

В основании пирамиды, разработанной Гарвардской школой общественного здоровья под руководством американского диетолога Уолтера Виллетта, лежат физическая активность и достаточное потребление жидкостей, предпочтительней в виде минеральной воды.
Основание собственно пирамиды питания содержит три группы продуктов: овощи и фрукты, цельнозерновые продукты — источники так называемых «длинных углеводов» (неочищенный рис, хлеб грубого помола, макаронные изделия из цельнозерновой муки, каши), и растительные жиры, содержащие полиненасыщенные жирные кислоты (оливковое масло, подсолнечное, рапсовое и другие). Продукты из этих групп следует по возможности употреблять с каждым приёмом пищи. При этом доля овощей и фруктов распределяется следующим образом: 2 порции фруктов (около 300 г в день) и 3 порции овощей (400—450 г).
На второй ступени пирамиды находятся белоксодержащие продукты растительного — орехи, бобовые, семечки (семена подсолнуха, тыквы и др.) — и животного происхождения — рыба и морепродукты, мясо птицы (курятина, индюшатина), яйца. Эти продукты можно употреблять от 0 до 2-х раз в день.
Чуть выше расположены молоко и молочные продукты (йогурты, сыр и т. д.), их употребление следует ограничить одной-двумя порциями в день. Людям с непереносимостью лактозы следует заменить молочные продукты на препараты, содержащие кальций и витамин D3.
На самой верхней ступени пирамиды находятся продукты, употребление которых следует сократить. К ним относятся животные жиры, содержащиеся в красных сортах мяса (свинине, говядине) и сливочном масле, а также продукты с большим содержанием так называемых «быстрых углеводов»: продукты из белой муки (хлеб и хлебобулочные изделия, макаронные изделия), очищенный рис, газированные напитки и прочие сладости. С недавних пор в последнюю группу включают и картофель из-за большого содержания в нём крахмала, в первоначальной версии пирамиды картофель находился на самой нижней ступени вместе с цельнозерновыми изделиями.
В стороне от пирамиды изображены алкоголь, который можно употреблять в разумных количествах до нескольких раз в неделю, и витаминно-минеральные комплексы, поскольку современные продукты питания не покрывают потребностей большинства людей в витаминах и биологически значимых элементах.

## MyPyramid

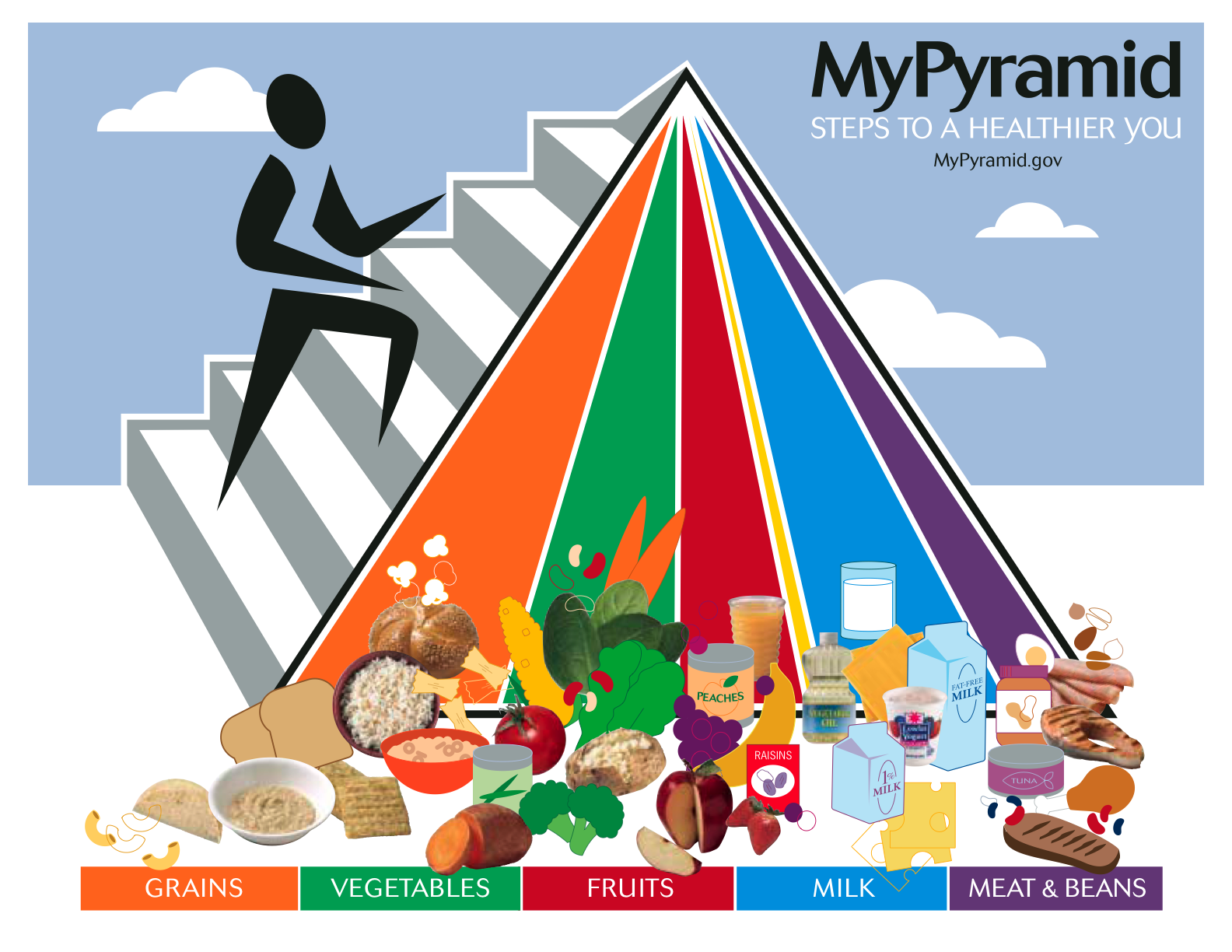
MyPyramid, 2007

В январе 2007 года статус государственной программы в США получила разработанная в 2005 году Министерством сельского хозяйства пирамида MyPyramid. Основными принципами, заключёнными в новую пирамиду, являются физическая активность, умеренность, разнообразие, пропорциональность и индивидуальность.
В отличие от прежних пирамид, новая делит продукты по группам на другой лад. Так, MyPyramid состоит теперь не из горизонтальных слоёв, а из сегментов, каждый из которых обозначает ту или иную группу продуктов (в порядке расположения в пирамиде, начиная слева): злаки, овощи, фрукты, жиры, молочные продукты, мясо и бобовые. О рекомендуемых пропорциях можно судить по ширине сегментов — чем шире сегмент, тем больше продуктов из этой группы следует употреблять. Самый узкий сегмент принадлежит группе жиров.
Теперь человек может сам выбрать продукты из групп и составить свой рацион на основе предпочитаемых им продуктов, ориентируясь лишь на примерные пропорции. Таким образом, данная пирамида делает акцент на индивидуальный подход к подбору питания. Сбоку от пирамиды изображён человечек, взбирающийся по ступеням, который символизирует необходимость физических упражнений.

## Другие виды пирамид

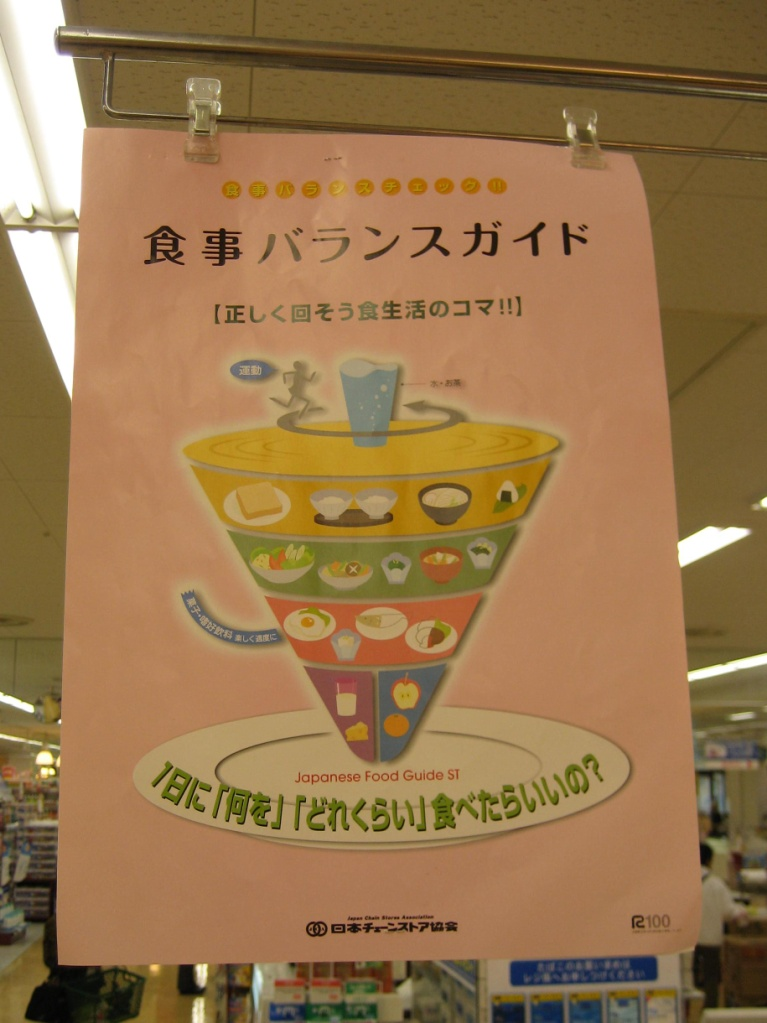
Японская пирамида питания - Волчок японских пищевых рекомендаций (Japanese Food Guide Spinning Top), разработанный в 2005 году.

Помимо широко распространённых пирамид, ориентированных в первую очередь на жителей Америки и Европы, существуют также менее популярные пирамиды, которые учитывают национальные пищевые и культурные традиции региона, а также пирамиды для определённых слоёв населения, к примеру, пирамида питания для детей, пирамида для вегетарианцев и т. д.
Некоторые виды пищевых пирамид:
- Пирамида питания для вегетарианцев, в зависимости от вида вегетарианства, не содержит мясных и/или молочных продуктов, рыбы, яиц. Белковые продукты животного происхождения заменены на продукты растительного происхождения (тофу, бобовые, орехи), также даны рекомендации к употреблению витаминно-минеральных комплексов, разработанных специально для вегетарианцев (повышенная потребность в железе, кальции, витаминах В12 и D)
- Азиатская пирамида питания содержит большое количество овощей, а также типичные для региона рис, соевые продукты и зелёный чай. Для некоторых азиатских стран характерны пирамиды без содержания молочных продуктов в связи с большим процентом людей с непереносимостью лактозы (см. также Азиатская кухня)
- Средиземноморская пищевая пирамида ставит в основу зерновые продукты, овощи и фрукты, а также оливковое и другие растительные масла, затем следуют рыба и морепродукты, а употребление мяса следует сократить до нескольких раз в месяц (см. также Средиземноморская диета)